# Libnotes (Laosa) fuscinervis
Libnotes (Laosa) fuscinervis is een tweevleugelige uit de familie steltmuggen (Limoniidae). De soort komt voor in het Oriëntaals gebied.